# Neoneura mariana
Neoneura mariana là loài chuồn chuồn trong họ Protoneuridae. Loài này được Williamson mô tả khoa học đầu tiên năm 1917.